# Ladrilleros
Ladrilleros es la segunda novela de la escritora argentina Selva Almada, publicada en 2013 por la editorial Mardulce. La obra cuenta el drama de dos familias enemistadas de ladrilleros y la tragedia que acontece cuando dos de sus integrantes se enamoran. La historia posee similitudes con la obra teatral Romeo y Julieta, del dramaturgo inglés William Shakespeare, con las diferencias de que en el caso de Ladrilleros la trama se desarrolla en un entorno machista del área rural de Argentina y los enamorados situados en el centro del conflicto son una pareja del mismo sexo conformada por dos hombres.

## Argumento
La novela inicia con el final de la historia, en un parque de diversiones donde Pájaro Tamai y Marciano Miranda yacen agonizando producto de sus heridas. Ambos comienzan a recordar la historia de la rivalidad entre sus familias, que había iniciado con sus padres. Muchos años atrás, Elvio Miranda, descendiente de una familia de ladrilleros, se había casado con Estela y habían tenido a su primer hijo, Marciano. Al poco tiempo nació Pájaro, hijo de Celina y Oscar Tamai, quien se dedicaba a la agricultura pero que con su esposa alquila una casa con los implementos necesarios para volverse ladrillero, cerca de la casa de Elvio. La enemistad entre Oscar y Elvio nace con el robo de un perro, pero con el pasar del tiempo continua acentuándose por una serie de situaciones.
Pájaro y Marciano eran mejores amigos durante su infancia a pesar de la enemistad de sus padres, pero poco a poco se separan y cada uno forma una banda de jóvenes entre las que crece la rivalidad. El conflicto entre Elvio y Oscar termina cuando Elvio es misteriosamente asesinado, lo que lleva a la policía a investigar a Oscar, aunque pronto se dan cuenta de que no tenía nada que ver con el hecho. Oscar siente de manera profunda el asesinato de su rival y tiempo después abandona a Celina y a sus hijos.
Un día Pájaro se entera de que Marciano había empezado una nueva relación amorosa. Su rivalidad lo lleva a planear quitarle a su novia, por lo que decide obtener más información preguntándole al hermano menor de Marciano, Ángel, de quien se rumoraba que era gay. Pájaro habla unos minutos con él y durante toda la semana no puede sacárselo de la mente. Cuando vuelve a ver a Ángel se emborracha y termina teniendo relaxiones sexuales con él. Aunque Pájaro intenta resistirse a la atracción que siente, pronto se entrega a sus sentimientos por Ángel. Ambos inician una relación que intentan guardar en secreto, pero el rumor pronto llega a Marciano. La furia lo lleva a tomar su navaja y confrontar a Pájaro, lo que desemboca en la tragedia con que inicia la novela.

## Composición

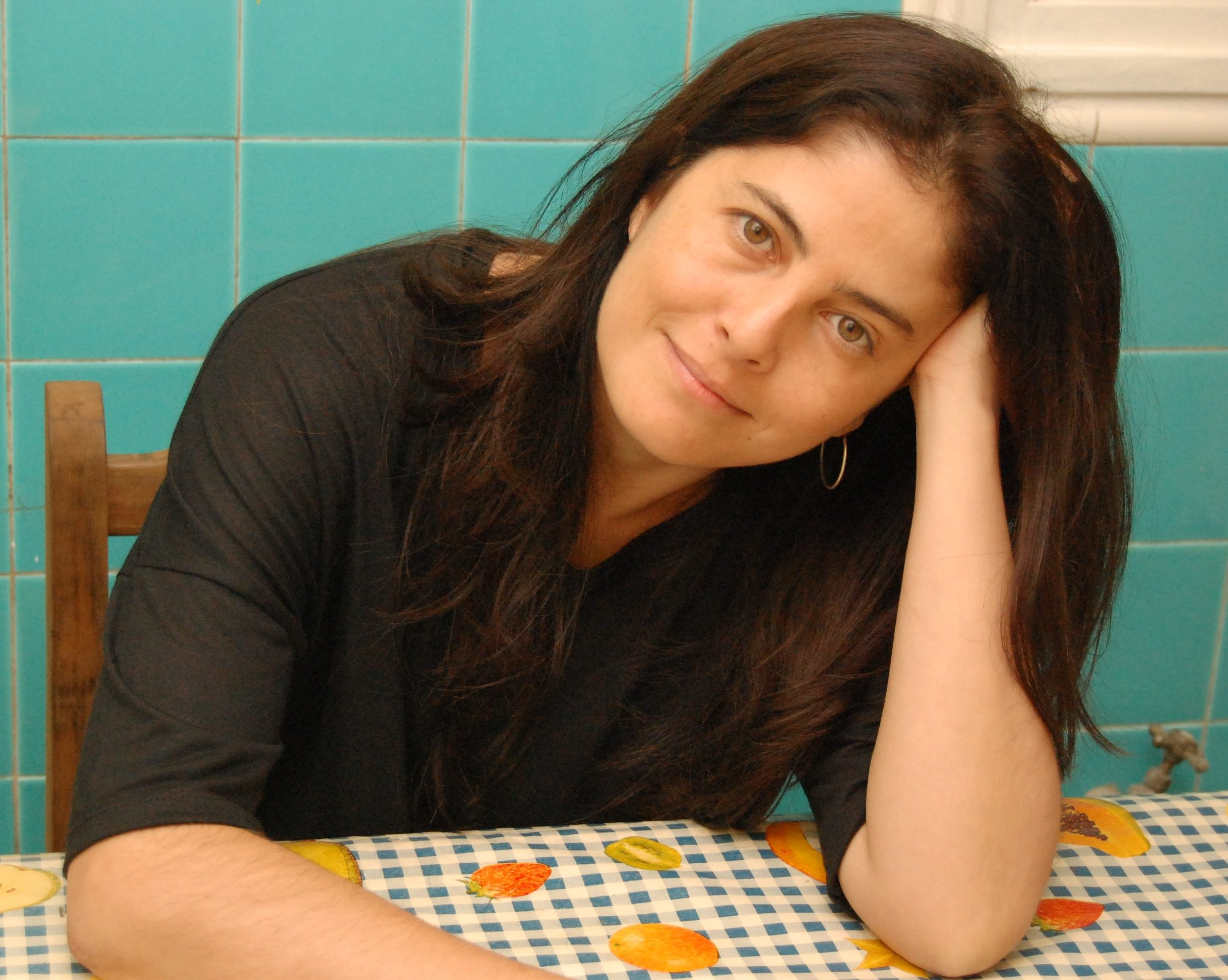
Selva Almada en 2012.

La trama de Ladrilleros nació a partir de una noticia real sobre dos familias que se enfrentaron en un parque de atracciones en la región argentina del Chaco y que dejó como resultado muertos y heridos en ambos bandos. El hecho de que ambas familias se dedicaran a la manufacturación de ladrillos hizo que la historia llamara más la atención de Almada, dado que algunos familiares suyos también eran ladrilleros. Uno de ellos fue su tío, Lolo Bertone, un ladrillero soltero que vivía en un rancho y de quien se originaron algunas de las características de los padres de los protagonistas. La novela está dedicada a Bertone, quien falleció mientras Almada escribía la obra.
El proceso de escritura le tomó a Almada aproximadamente dos años. De acuerdo a la autora, para construir la oralidad de los personajes de la obra, mezcló el lenguaje de la zona del Chaco con la de Entre Ríos y la del conurbano bonaerense. Otro aspecto en que puso énfasis fue en la escritura de escenas sexuales que mostraran el erotismo y la fogosidad de las relaciones entre personas de clase baja, sin reproducir el estereotipo de encuentros sexuales cuya sola finalidad fuera la reproducción o se produjeran producto de la prostitución.

## Recepción
La reseña del diario El Cultural calificó a Almada como una «excelente narradora» y a la novela como «un texto firme, brillante, de gran riqueza léxica y mucho vuelo». Entre los aspectos positivos que se destacó se encuentra la exploración del erotismo de los personajes y la fragmentación de la trama. En un artículo para el diario El País, el escritor y periodista Cristian Alarcón Casanova encomió, por su lado, la exploración de la masculinidad en la novela y aseveró que Almada poseía un «conocimiento profundo de las lógicas de los varones» y de la «lucha por el poder fálico». Aloma Rodríguez, en una reseña para la revista Letras Libres, destacó el lenguaje empleado por la autora, aunque criticó las ensoñaciones de uno de los protagonistas y el hecho de que la trama se acercara por momentos al melodrama. El lenguaje utilizado por Almada y su rescate de la oralidad popular también fueron elogiados por Osvaldo Quiroga, en un artículo de Télam.
El escritor Patricio Pron fue más negativo en su análisis de la novela, aunque aseveró que tenía «algunos méritos». Entre los aspectos que criticó se encuentra el lenguaje de la obra, que calificó como «torpe» y «lastrado de contradicciones», en específico por la mezcla de lenguaje coloquial con palabras académicas. Se refirió además de forma negativa a la «inclinación [de la autora] por los diminutivos (...) y las cursilerías», así como a la caracterización de los personajes, a quienes tildó de «planos».